# الحدود بين المغرب والاتحاد الأوروبي

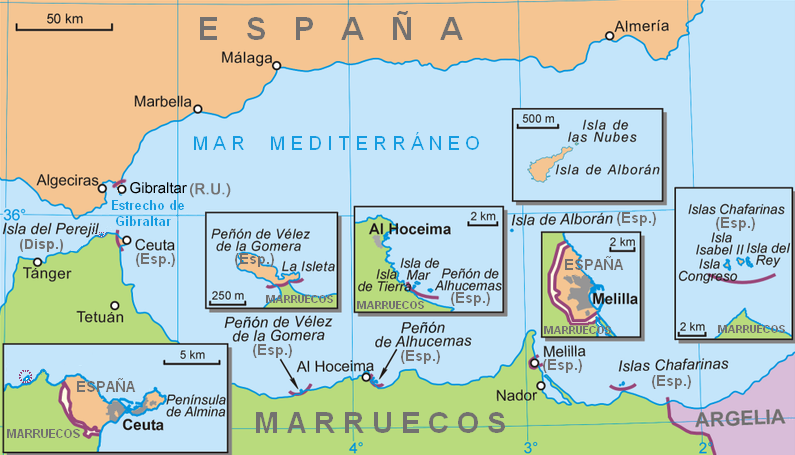
حدود المغرب وإسبانيا

الحدود بين المغرب والاتحاد الأوروبي هي الحدود السياسية بين المملكة المغربية والدول الأعضاء في الاتحاد الأوروبي وسلفه الجماعة الاقتصادية الأوروبية. وجدت الحدود بين 25 مارس 1957، تاريخ توقيع اتفاقية روما المؤسسة للجماعة الاقتصادية الأوروبية، و5 يوليو 1962، تاريخ استقلال الجزائر، ثم منذ 1 يناير 1986، تاريخ انضمام إسبانيا إلى الجماعة الاقتصادية الأوروبية، حتى اليوم.

## التاريخ

### 1957 - 1962
من 25 مارس 1957، تاريخ توقيع اتفاقية روما المؤسسة للجماعة الاقتصادية الأوروبية، إلى 5 يوليو 1962، تاريخ استقلال الجزائر، كانت الحدود الأوروبية المغربية هي الحدود الفاصلة بين المغرب والجزائر الفرنسية.

### 1962 - 1985
بعد استقلال الجزائر في 5 يوليو 1962، لم يعد للمغرب حدود مع للجماعة الاقتصادية الأوروبية حتى انضمت إسبانيا في عام 1986.

### منذ 1986
بعد انضمام إسبانيا إلى الجماعة الاقتصادية الأوروبية في 1 يناير 1986، تداخلت هذه الحدود مع الحدود بين إسبانيا والمغرب، مما أدى إلى فصل مملكة شمال إفريقيا عن ساحات سوبيرانيا.